# Tesseraella
Tesseraella es un género de foraminífero planctónico considerado un sinónimo posterior de Spiroplecta de la Subfamilia Heterohelicinae, de la Familia Heterohelicidae, de la Superfamilia Heterohelicoidea, del Suborden Globigerinina y del Orden Globigerinida. Su especie-tipo era Guembelina pseudotessera. Su rango cronoestratigráfico abarcaba el Cretácico superior.

## Descripción
Tesseraella incluía especies con conchas biseriadas y alargadas, y, en las formas microesféricas, inicialmente planiespiraladas; sus cámaras eran globulares e infladas; sus suturas intercamerales eran incididas; su contorno ecuatorial era subtriangular y lobulada; su periferia era ampliamente redondeada; su abertura principal era interiomarginal, lateral, con forma de arco medio, y bordeada por un estrecho labio; presentaban pared calcítica hialina, microperforada, y superficie lisa o ligeramente pustulosa.

## Discusión
El género Tesseraella no ha tenido mucha difusión entre los especialistas. Algunos autores lo han considerado un sinónimo subjetivo posterior del género Spiroplecta. Clasificaciones posteriores hubiesen incluido Tesseraella en el Orden Heterohelicida.

## Clasificación
Tesseraella incluía a la siguiente especie:
- Tesseraella pseudotessera †